# Schwand im Innkreis
Schwand im Innkreis è un comune austriaco di 918 abitanti nel distretto di Braunau am Inn, in Alta Austria.